# عبد العزيز بن سعود الغزي
عبد العزيز بن سعود الغزي عالم آثار وباحث سعودي، انتُخب رئيساً لمجلس إدارة الجمعية السعودية للدراسات الأثرية عام 2009م. صدر له العديد من المؤلفات في مجال البحث والتنقيب عن الآثار في المملكة العربية السعودية والجزيرة العربية كافة، من بينها كتاب (مشروع مسح وتوثيق المنشآت الحجرية في محيط عيني فرزان)، وكتاب (مملكة كندة في وسط شبه الجزيرة العربية: دراسة تاريخية آثارية).

## التعليم
- حاصل على درجة الدكتوراه من جامعة لندن في عام 1990م.[5]

## العمل
- عمل رئيساً لقسم الآثار بكلية السياحة والآثار في جامعة الملك سعود.[6]
- عمل رئيساً لمجلس إدارة الجمعية السعودية للدراسات الآثارية.
- كتب زاوية (قوافل) التي تختص بموضوع الآثار في جريدة (الرياض).[7]

## إصدارات
- (التحولات الاستيطانية في محافظة الخرج في العصور القديمة) صدر عام 1416هـ.[8]
- (مشروع مسح وتوثيق المنشآت الحجرية في محيط عيني فرزان).[مجلدين] صدر عن دارة الملك عبد العزيز.[9]
- (مملكة كندة في وسط شبه الجزيرة العربية: دراسة تاريخية آثارية) صدر عن دارة الملك عبد العزيز.[10]
- (كنوز أثرية من دادان: نتائج تنقيبات المواسم السبعة الأولى) صدر عن الجمعية السعودية للدراسات الأثرية في قسم الآثار في كلية السياحة والآثار في جامعة الملك سعود.[11]

## جوائز وتكريم
فاز بجائزة الملك عبد العزيز للكتاب في دورتها الأولى 1434-1435هـ عام 2014م، وقد حصل على جائزة الكتب المتعلقة بالآثار في السعودية عن كتاب (كنوز أثرية من دادان: نتائج تنقيبات المواسم السبعة الأولى) الذي قام بتحريره بالاشتراك مع الدكتور سعيد بن فايز السعيد.